# Violetta Waibel
Violetta L. Waibel är en tysk professor i europeisk filosofi vid Wiens universitet. Hon har bland annat forskat om tysk idealism.